# Модель (альбом)
«Модель» — третій студійний альбом українського гурту «Океан Ельзи», випущений 2001 року лейблом «Lavina Music», перевиданий в 2002 році.

## Композиції
| #     | Назва                       | Автор слів  | Автор музики           | Тривалість |
| ----- | --------------------------- | ----------- | ---------------------- | ---------- |
| 1.    | «911»                       | С. Вакарчук | С. Вакарчук            | 3:29       |
| 2.    | «Я до тебе»                 | С. Вакарчук | С. Вакарчук            | 4:47       |
| 3.    | «Друг ч.1»                  | С. Вакарчук | С. Вакарчук            | 1:23       |
| 4.    | «Друг ч.2»                  | С. Вакарчук | С. Вакарчук            | 4:04       |
| 5.    | «Ти собі сама»              | С. Вакарчук | С. Вакарчук            | 3:49       |
| 6.    | «Квітка»                    | С. Вакарчук | С. Вакарчук            | 4:15       |
| 7.    | «Вставай»                   | С. Вакарчук | С. Вакарчук            | 2:54       |
| 8.    | «Isn't it сон»              | С. Вакарчук | С. Вакарчук            | 3:40       |
| 9.    | «Коко Шанель»               | С. Вакарчук | С. Вакарчук            | 3:55       |
| 10.   | «Сьогодні»                  | С. Вакарчук | С. Вакарчук / Д. Шуров | 3:28       |
| 11.   | «Вулиця (Може, все не так)» | С. Вакарчук | С. Вакарчук            | 5:26       |
| 41:10 |                             |             |                        |            |